# Andries Hendrik Potgieter
Andries Hendrik Potgieter (ur. 19 grudnia 1792 w Graaff-Reinet w Kolonii Przylądkowej, zm. 16 grudnia 1852 w Schoemansdal w Transwalu) – burski polityk i wojskowy.
Farmer, jeden z czołowych przywódców wielkiego treku. Początkowo przewodził grupie voortrekkerów liczącej ok. 40 mężczyzn, później połączył się z ludźmi prowadzonymi przez Sarela Cilliersa. Stworzył pierwszy laager (obóz warowny), dowodził w bitwie z wojownikami plemienia Matabele z 19 października 1836. Współtworzył akt określający zasady funkcjonowania części społeczności burskiej, zwany konstytucją z Tchaba Nchu (2 grudnia 1836). Objął też stanowisko komendanta i dowódcy Rady Wojennej – stworzonego na podstawie owej konstytucji tworu politycznego. Stracił te funkcje w 1837 w wyniku sporów o dalszy kształt wędrówki z innymi liderami (między innymi Gerhardusem Maritzem i Pieterem Uysem). W 1838 wraz ze swoimi zwolennikami podążył na północ, odłączając się od głównej grupy trekkerów. W tym samym roku założył (wspólnie z ojcem i stryjem Paulusa Krugera) miasto Potchefstroom. Stało się ono centrum administracyjnym odrębnego terytorium kontrolowanego przez Afrykanerów, podlegającego (od momentu zawarcia odpowiedniego porozumienia) Volksraadowi z siedzibą w Pietermaritzburgu.
Po likwidacji Republiki Natalii przez Brytyjczyków (1843) Burowie skupieni wokół Potgietera proklamowali, w kwietniu 1844, Republikę Potchefstroom. Jej dowódcą został sam Potgieter, który w sprawach dotyczących negocjacji z plemionami murzyńskimi, czy administracją brytyjską miał współpracować z Andriesem Pretoriusem. Ten efemeryczny twór polityczny przestał istnieć niedługo później, z powodu nasilającej się penetracji brytyjskiej.
Potgieter zainteresował się wówczas zatoką Delagoa (obecnie Maputo), będącą niejako bramą do reszty świata dla odizolowanego Transwalu, którą odwiedził jeszcze w 1843 roku. Przychylność Portugalczyków, do których należał obszar zatoki skłoniła go do osiedlenia się bliżej Mozambiku i założenia w 1845 roku pierwszej burskiej osady na terenie wschodniego Transwalu – Ohrigstad. W 1848 roku, gdy Brytyjczycy zajęli Transoranię, Potgieter wyruszył do Potchefstroom, gdzie udało mu się wynegocjować z Brytyjczykami, że obszar na północ od rzeki Vaal pozostanie wolny. W tym samym czasie trekkerzy Potgietera (tymczasowo pod dowództwem Jana Valentyna Botha) podążali dalej na północ i w 1848 roku założyli miasto Schoemansdal, gdzie osiadł Potgieter.
Potgieter już od wczesnych lat 40. niejednokrotnie najeżdżał na znajdujące się na terenie Transwalu osady plemion Pedi i Suazi, biorąc niewolników i kradnąc bydło, a także urządzał polowania na słonie, po czym wyruszał z łupami nad  zatokę Delagoa. Potgieter zginął 16 grudnia 1852 roku podczas jednego z najazdów w nieznanych okolicznościach.